# Aeroportul Humaitá
Aeroportul Humaitá (IATA: HUW, ICAO: SWHT) este un aeroport din Amazonas, Brazilia ce deservește zona Humaitá. Aeroportul a fost tranzitat în 2017 de 62 de pasageri. A fost numit după zona deservită.
Situat la o altitudine de 70 m, aeroportul dispune de 1 pistă. Este operat de Humaitá.

## Infrastructură

### Piste
Aeroportul dispune de o singură pistă. Pista 14/32 are suprafața de loam[*] și dimensiunile 1.200 m × 45 m. 